# Les Taillons ou la Terreur blanche
Les Taillons ou la Terreur blanche est un roman d'André Chamson publié en 1974.

## Résumé
Les Taillons étaient les hommes choisis dans les royalistes du Languedoc et de la Provence, artisans de la Terreur blanche en 1815. En avril 1815, une fusillade éclate entre 64 Taillons et les habitants d'Arpaillargues (Gard). Le 25 juin, c'est le désastre de Waterloo. Le 17 juillet, une autre fusillade éclate à Nîmes où la rafataille (le petit peuple) s'empare des casernes et de la ville qu'elle met à feu et à sang. Puis ils pillent les villages. Le 24 août, une division autrichienne entre dans le Gard et aide le préfet contre les Taillons. Les prisonniers sont exécutés. Ces autrichiens repartent fin septembre. Le 18 octobre, de nouveaux affrontements éclatent et les meneurs sont arrêtés. Mais en novembre, les Taillons tuent un général. Puis tout rentre dans l'ordre.